# Tullio Avoledo
Tullio Avoledo (Valvasone, Friuli-Venecia Julia, 1 de junio de 1957) es un escritor italiano.

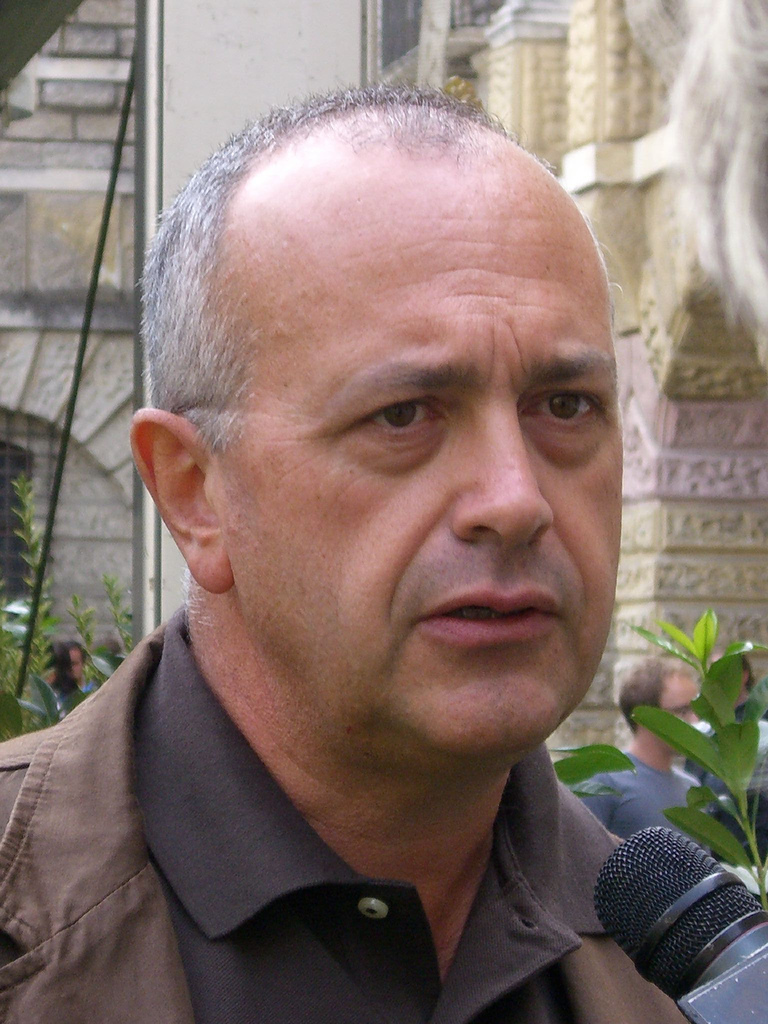
Tullio Avoledo.

Se licenció en Derecho y tras distintos trabajos (inmobiliarios, editoriales y periodísticos) se empleó en el departamento jurídico de un banco de Pordenone.

## Novelas
Su primera novela, L'elenco telefonico di Atlantide (Sironi, 2003) supuso un inesperado éxito de crítica y público y fue reeditada en el catálogo de Einaudi. Escrita a partir de su experiencia personal (la institución financiera para la que trabajaba fue comprada por otra de Milán, lo que supuso un cambio radical en la organización interna del banco), la novela comienza con un tono de novela negra para derivar hacia el género fantástico.
Mare di Bering (Sironi, 2003) apareció pocos meses después de su primera obra e, igualmente, fue reeditada por Einaudi.
En 2005 publicó dos novelas más: Lo stato dell'unione (Sironi) y Tre sono le cose misteriose (Einaudi). Su quinta novela se publicó en 2007: Breve storia di lunghi tradimenti (Einaudi) y en 2008 apareció La ragazza di Vajont (Einaudi). En noviembre de 2009 la editorial Einaudi publicó L'anno dei dodici inverni, una historia de amor y viajes en el tiempo que ganó el premio de los lectores Lucca-Roma 2009-2010.

## Cuentos
Sus relatos han sido seleccionados en antologías publicadas por las editoriales Guanda y Mondolibri. 

## Premios
- Premio Forte Village Montblanc (scrittore emergente dell'anno) por L'elenco telefonico di Atlantide.
- Premio Grinzane Cavour 2006 por Tre sono le cose misteriose.
- Premio Castiglioncello por Breve storia di lunghi tradimenti.
- Premio Latisana per il Nord-Est por Breve storia di lunghi tradimenti.
- Premio de los lectores Lucca-Roma 2009-2010 por L'anno dei dodici inverni.